# 고령초등학교 예동분교
고령초등학교 예동분교는 경상북도 고령군 덕곡면 덕운로 548 (예리)에 있었던 분교로, 폐교 후에는 본교인 덕곡초등학교가 들어와 있다.

## 연혁
- 1940년 11월 27일 덕곡공립심상소학교 부설 예동간이학교 개교
- 1945년 9월 30일 예동국민학교 승격
- 1976년 3월 15일 현 교사 준공
- 1985년 3월 5일 병설유치원 개원
- 1996년 3월 1일 예동초등학교로 개칭
- 1998년 3월 1일 덕곡초등학교 예동분교장 격하
- 1999년 3월 1일 고령초등학교로 이관
- 2000년 3월 1일 덕곡초등학교로 통페합